# Stefan Uroš III Dečanski
Stefan Uroš III Dečanski (Servisch: Стефан Урош III Дечански) (± 1285 - 11 november 1331) was koning van Servië van 1321 tot 1331. Hij was de zoon van koning Milutin uit het Huis der Nemanjiden, en een Bulgaarse prinses. Zijn bijnaam 'Dečanski' kreeg hij door het klooster dat hij in 1327 in Metohija stichtte.

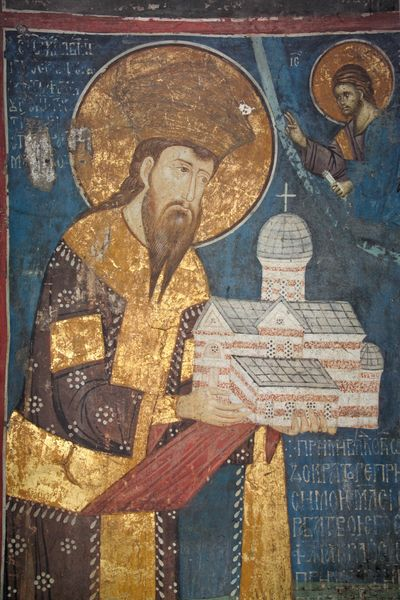
Stefan Uros III stichtte het klooster van Deçan; vandaar zijn bijnaam.

Zijn eerste politieke ervaring liep Stefan Uroš op, toen hij in zijn jeugd door zijn vader naar Nogaj Khan gestuurd werd, de Khan van de Gouden Horde. Zijn terugkomst werd bezegeld met het heerschap over Zeta.
Zijn vader Milutin had Stefan Uroš altijd verwaarloosd, maar na een ruzie stuurde hij Stefan Uroš naar Constantinopel, om hem te laten verblinden. Die verblinding slaagde niet helemaal, maar toch moest hij een zwart doek voor zijn ogen dragen. In 1320 werd een terugkomst naar Servië goedgekeurd, maar hij moest heel wat tegenstanders verslaan, eer hij gekroond werd in 1321.
Een van zijn meest betekenisvolle daden tijdens zijn heerschap was de Slag van Velbužd in 1330, waarbij hij de Bulgaren versloeg. Zijn militaire overwinningen stelden hem in staat de Servische grenzen veel verder naar het oosten (de stad Niš en aanliggende gebieden) en het zuiden (gebieden in Macedonië) te verleggen. Enkele hovelingen waren echter ontevreden over het beleid van hun koning, en zetten hem af, ten voordele van zijn zoon Dušan. Deze nam zijn vader gevangen in het kasteel van Zvečan, waar hij een gewelddadige dood stierf.
Zijn relieken werden bewaard in het klooster dat hij stichtte in Deçan. Dit klooster is het grootste christelijk klooster op de Balkan dat stamt uit de middeleeuwen.
Hij werd gecanoniseerd door de Servisch-Orthodoxe Kerk. Zijn herdenkingsdag is 24 november.